# Łeonid Barkowski
Łeonid Mychajłowycz Barkowski (ukr. Леонід Михайлович Барковський, ros. Леонид Михайлович Барковский, ur. 13 grudnia 1940 we wsi Swobodnoje w Kraju Chabarowskim) – ukraiński lekkoatleta, skoczek w dal, trzykrotny olimpijczyk. W czasie swojej kariery reprezentował Związek Radziecki.
Odpadł w kwalifikacjach skoku w dal na igrzyskach olimpijskich w 1964 w Tokio. Zajął 4. miejsce na mistrzostwach Europy w 1966 w Budapeszcie.
Zdobył srebrny medal na europejskich igrzyskach halowych w 1967 w Pradze, przegrywając tylko z Lynnem Daviesem z Wielkiej Brytanii, a wyprzedzając Polaka Andrzeja Stalmacha. Zajął 11. miejsce w finale skoku w dal na igrzyskach olimpijskich w 1968 w Meksyku. Na mistrzostwach Europy w 1969 w Atenach zajął 5. miejsce. Był ósmy na halowych mistrzostwach Europy w 1970 w Wiedniu i na igrzyskach olimpijskich w 1972 w Monachium.
Barkowski był mistrzem ZSRR w skoku w dal w 1972, wicemistrzem w latach 1963–1965, 1968, 1969 i 1977 oraz brązowym medalistą w 1966 i 1970.
Jego rekord życiowy w skoku w dal wynosił 8,06 m (ustanowiony 18 lipca 1972 w Moskwie).